# 岳泽慧
岳泽慧（1967年8月—），女，汉族，辽宁葫芦岛人，中华人民共和国政治人物。现任辽宁省医疗保障局副局长，农工党辽宁省委副主委。第十二、十三、十四届全国政协委员。